# Płytka nazębna

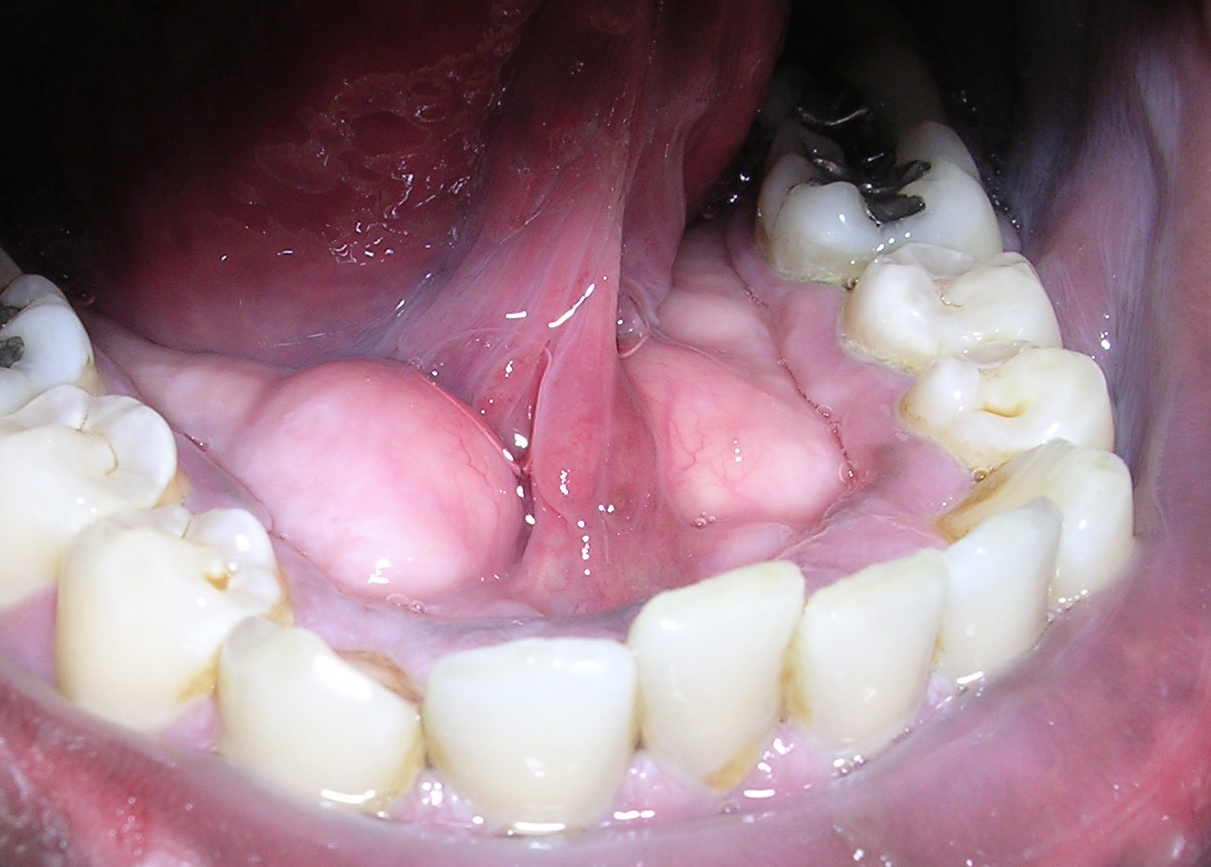
Zdjęcie zębów żuchwy człowieka: niedokładne usuwanie płytki nazębnej doprowadziło do powstania kamienia nazębnego przy podstawie niemal wszystkich zębów (ciemne przebarwienia)

Płytka nazębna, zwana również płytką bakteryjną lub osadem nazębnym – miękki nalot, ściśle przylegający do powierzchni zęba i dający się łatwo usunąć mechanicznie.

## Etiopatogeneza
Natychmiast po ostatnim czyszczeniu zębów zaczyna tworzyć się tzw. błonka nabyta (pellicula), która zbudowana jest z substancji zawartych w ślinie, głównie glikoprotein. Następnie osad ten zostaje zasiedlony przez bakterie – najpierw niepróchnicotwórcze, później także próchnicotwórcze, które stanowią bezpośrednie zagrożenie dla twardych tkanek zęba (patrz niżej). Bakteriami próchnicotwórczymi są głównie Lactobacillus i Streptococcus mutans, które w stadium dojrzałej płytki stanowią jej 60-80%, resztę płytki stanowi matryca (matrix), na którą składają się glikoproteiny pochodzące ze śliny, polisacharydy będące produktami metabolizmu bakterii, złuszczone komórki nabłonka, leukocyty, wapń oraz fosfor.
Płytki nazębnej nie można usunąć strumieniem samej wody, nawet pod znacznym ciśnieniem – może być usunięta jedynie mechanicznie przy użyciu szczoteczki do zębów, nici dentystycznej lub innych narzędzi dentystycznych (np. poprzez piaskowanie).
W zależności od innych substancji dostających się do jamy ustnej, płytka nazębna może przybierać różne odcienie. Zazwyczaj jest ona znacznie ciemniejsza od koloru zębów, jednak przy spożywaniu np. kawy i herbaty lub wdychaniu dymu papierosowego mogą wystąpić silne ciemne przebarwienia.

## Próchnicogenność
Nieusunięta płytka bakteryjna przyczynia się znacznie do powstania próchnicy zębów, ponieważ zawarte w niej bakterie podczas stałej lub okresowej podaży cukrów wytwarzając kwas powodują spadek pH i w rezultacie demineralizację szkliwa zębów. W zaawansowanym stadium płytki – szczególnie w płytce poddziąsłowej – następuje sukcesja bakterii beztlenowych (np. Porphyromonas, Trepomena) uczestniczących w patogenezie zapalenia dziąseł.

## Przekształcenie w kamień nazębny
Po kilkudziesięciu godzinach rozpoczyna się proces odkładania soli mineralnych, które są naturalnym składnikiem śliny. Jest to równoznaczne z powstawaniem kamienia nazębnego, który jest zmineralizowaną postacią płytki nazębnej.
Płytka nazębna i kamień nazębny występują u wszystkich ssaków (z wyjątkiem gatunków, u których zęby wtórnie zanikły).